# Generálové nacistického Německa
Hodnost generál, německy General, byla třetí nejvyšší hodnost německého Wehrmachtu, které mohl německý voják sloužící u pozemních sil dosáhnout. Kromě Wehrmachtu generálské hodnosti používala Policie (General der Polizei) a od roku 1940 i Waffen SS (SS-Obergruppenführer und General der Waffen-SS). Generálské hodnosti byly i v Reichswehru.
Každý důstojník Wehrmachtu, který dosáhl generálské hodnosti, měl v názvu i druh jednotky, zpravidla dle toho u jakého druhu jednotky nastoupil jako kadet, nebo dle toho kterým jednotkám do té doby velel. Generálové pěchoty byly určeny pro pěší (armádní) sbory, ale nebylo výjimkou že generál pěchoty velel motorizovaným nebo tankovým vojskům a naopak generál jezdectva nebo tankových jednotek velel někdy pěším divizím nebo sborům.

## Typy generálských hodností
U pozemních sil:
- generál pěchoty (General der Infanterie)
- generál jezdectva (General der Kavallerie)
- generál dělostřelectva (General der Artillerie)
- generál tankových jednotek (General der Panzertruppe)
- generál horských jednotek (General der Gebirgstruppe)
- generál ženijních jednotek (General der Pioniere)
- generál spojovacích jednotek (General der Nachrichtentruppe)

U letectva byly tyto typy generálských hodností:
- generál letectva (General der Flieger)
- generál protiletadlového dělostřelectva (General der Flakartillerie)
- generál výsadkových jednotek (General der Fallschirmtruppe)
- generál leteckých spojovacích jednotek (General der Luftnachrichtentruppe)

U námořnictva generálská hodnost nebyla, odpovídala jí hodnost admirála.

## Seznam generálů pozemních sil
A
- Erich Abraham, generálem pěchoty od roku 1945
- Karl Allmendinger, generálem pěchoty od roku 1943
- Joachim von Amsberg, generálem pěchoty od roku 1929
- Alexander Adrae, generálem dělostřelectva od roku 1945
- Maximilian de Angelis, generálem dělostřelectva od roku 1942
- Helge-Arthur Auleb, generálem pěchoty od roku 1943

B
- Paul Bader, generálem dělostřelectva od roku 1941
- Hermann Balck, generálem tankových jednotek od roku 1943
- Franz Barckhausen, generálem dělostřelectva od roku 1943
- Karl von Bardolff, generálem pěchoty od roku 1939
- Karl Becker, generálem dělostřelectva od roku 1936
- Hans Behlendorff, generálem dělostřelectva od roku 1941
- Richard von Berendt, generálem dělostřelectva od roku 1921
- Walter von Bergmann, generálem pěchoty od roku 1920
- Wilhelm Berlin, generálem dělostřelectva od roku 1944
- Eugen Beyer, generálem pěchoty od roku 1938
- Franz Beyer, generálem pěchoty od roku 1944
- Bruno Bieler, generálem pěchoty od roku 1941
- Johannes Block, generálem pěchoty od roku 1944
- Günther Blumentritt, generálem pěchoty od roku 1944
- Max Bock, generálem pěchoty od roku 1942
- Herbert von Böckamnn, generálem pěchoty od roku 1942
- Ehrenfried-Oskar Boege, generálem pěchoty od roku 1944
- Diether von Boehm-Bezing, generálem jezdectva od roku 1943
- Alfred Boehm-Tettelbach, generálem pěchoty od roku 1940
- Franz Boehme, generálem horských myslivců od roku 1944
- Friedrich von Boetticher, generálem dělostřelectva od roku 1940
- Kuno-Hans von Both, generálem pěchoty od roku 1940
- Walter Braemer, generálem jezdectva od roku 1944
- Fritz Brand, generálem dělostřelectva od roku 1940
- Erich Brandenberger, generálem tankových jednotek od roku 1943
- Friedrich-Wilhelm Brandt, generálem dělostřelectva od roku 1936
- Georg Brandt, generálem jezdectva od roku 1940
- Theodor Brantner, generálem jezdectva od roku 1940
- Hermann Breith, generálem tankových jednotek od roku 1943
- Kurt Brennecke, generálem pěchoty od roku 1942
- Kurt von Briesen, generálem pěchoty od roku 1940
- Walter von Brockdorff-Ahlefeldt, generálem pěchoty od roku 1940
- Rudolf von Bünau, generálem pěchoty od roku 1944
- Walter Buhle, generálem pěchoty od roku 1944
- Wilhelm Burgdorf, generálem pěchoty od roku 1944
- Erich Buschenhagen, generálem pěchoty od roku 1944
- Erich von Bussche-Ippenburg, generálem dělostřelectva od roku 1933
- Theodor Busse, generálem pěchoty od roku 1944

C
- Friedrich-Wilhelm von Chappuis, generálem pěchoty od roku 1941
- Kurt von der Chevallerie, generálem pěchoty od roku 1942
- Dietrich von Choltitz, generálem pěchoty od roku 1944
- Erich Clößner, generálem pěchoty od roku 1942
- Friedrich Cochenhausen, generálem dělostřelectva od roku 1940
- Hans Cramer, generálem tankových jednotek od roku 1943
- Eduard Crasemann, generálem dělostřelectva od roku 1945
- Ludwig Crüwell, generálem tankových jednotek od roku 1941

D
- Franz von Dalwigk, generálem jezdectva od roku 1940
- Karl Decker, generálem tankových jednotek od roku 1944
- Ernst Dehner, generálem pěchoty od roku 1942
- Anton Dostler, generálem pěchoty od roku 1943

E
- Heinrich Eberbach, generálem tankových jednotek od roku 1943
- Karl Eberth, generálem dělostřelectva od roku 1942
- Maximilian von Edelsheim, generálem tankových jednotek od roku 1944
- Karl Eglseer, generálem horských myslivců od roku 1944
- Karl Eibel, generálem pěchoty od roku 1943
- Ludwig Eimannsberger, generálem dělostřelectva od roku 1940
- Theodor Endres, generálem dělostřelectva od roku 1943
- Erwin Engelbrecht, generálem dělostřelectva od roku 1942
- Franz von Epp, generálem pěchoty od roku 1935
- Werner von Erdmannsdorff, generálem pěchoty od roku 1945
- Waldemar Erfurth, generálem pěchoty od roku 1940
- Friedrich von Esebeck, generálem pěchoty od roku 1929
- Hans-Karl von Esebeck, generálem tankových jednotek od roku 1944

F
- Wilhelm Fahrmbacher, generálem dělostřelectva od roku 1940
- Alexander von Falkenhausen, generálem pěchoty od roku 1940
- Friedrich Fangohr, generálem pěchoty od roku 1945
- Gustav Fehn, generálem tankových jednotek od roku 1942
- Hans Feige, generálem jezdectva od roku 1940
- Hans-Gustav Felber, generálem pěchoty od roku 1940
- Kurt Feldt, generálem jezdectva od roku 1944
- Erich Fellgiebel, generálem spojovacích jednotek od roku 1940
- Maximilian Felzmann, generálem dělostřelectva od roku 1945
- Ernst Feßmann, generálem tankových jednotek od roku 1941
- Valentin Feurstein, generálem horských myslivců od roku 1941
- Herbert Fischer, generálem pěchoty od roku 1937
- Wolfgang Fischer, generálem tankových jednotek od roku 1943
- Walther Fischer von Weikerstahl, generálem pěchoty od roku 1942
- Wolfgang Fleck, generálem pěchoty od roku 1934
- Max Föhrenbach, generálem dělostřelectva od roku 1940
- Otto-Wilhelm Förster, generálem ženijních jednotek od roku 1938
- Sigismund von Förster, generálem pěchoty od roku 1943
- Hermann Förtsch, generálem pěchoty od roku 1944
- Maximilian Fretter-Pico, generálem dělostřelectva od roku 1942
- Erich Friderici, generálem pěchoty od roku 1939
- Walter Fries, generálem tankových jednotek od roku 1944
- Walter Fries, generálem tankových jednotek od roku 1944
- Friedrich Fromm, generálplukovníkem od roku 1940
- Hans von Funck, generálem tankových jednotek od roku 1944

G
- Kurt Gallenkamp, generálem dělostřelectva od roku 1942
- Martin Gareis, generálem pěchoty od roku 1945
- Theodor Geib, generálem dělostřelectva od roku 1942
- Hubert Gercke, generálem pěchoty od roku 1942
- Rudolf Gercke, generálem pěchoty od roku 1942
- Hermann Geyer, generálem pěchoty od roku 1936
- Leo Geyr von Schweppenburg, generálem tankových jednotek od roku 1941
- Kurt-Ludwig von Gienanth, generálem jezdectva od roku 1940
- Werner-Albrecht von Gilsa, generálem pěchoty od roku 1943
- Edmund Glaise von Hrstenau, generálem pěchoty od roku 1943
- Gerhard Glokke, generálem pěchoty od roku 1940
- Hermann Göring, generálem pěchoty od roku 1933
- Hans Gollnick, generálem pěchoty od roku 1943
- Friedrich Gollwitzer, generálem pěchoty od roku 1944
- Heinrich Goßler, generálem jezdectva od roku 1938
- Fritz-Hubert Graeser, generálem tankových jednotek od roku 1944
- Walther Graeßner, generálem pěchoty od roku 1942
- Martin Grase, generálem pěchoty od roku 1943
- Anton Graßer, generálem pěchoty od roku 1944
- Kurt von Greiff, generálem pěchoty od roku 1940
- Hans von Greiffenberg, generálem pěchoty od roku 1944
- Maximilian Grimmeiß, generálem dělostřelectva od roku 1945
- Horst Großmann, generálem pěchoty od roku 1944
- Otto Grün, generálem dělostřelectva od roku 1936

H
- Siegried Haenicke, generálem pěchoty od roku 1942
- Wlather Hahm, generálem pěchoty od roku 1945
- Hans Halm, generálem pěchoty od roku 1940
- Hermann von Hanneken, generálem pěchoty od roku 1941
- Christian Hansen, generálem dělostřelectva od roku 1940
- Erik Hansen, generálem jezdectva od roku 1940
- Gustav Hartenbeck, generálem jezdectva od roku 1944
- Alexander von Hartmann, generálem pěchoty od roku 1943
- Otto Hartmann, generálem dělostřelectva od roku 1940
- Walter Hartmann, generálem dělostřelectva od roku 1944
- Ernst Hasse, generálem pěchoty od roku 1927
- Wilhelm Hasse, generálem pěchoty od roku 1944
- Friedrich-Wilhelm Hauck, generálem dělostřelectva od roku 1945
- Arthur Hauffe, generálem pěchoty od roku 1943
- Erich Heinemann, generálem dělostřelectva od roku 1944
- Ernst-Eberhard Hell, generálem dělostřelectva od roku 1942
- Geirg von Hengl, generálem horských myslivců od roku 1944
- Sigfrid Henrici, generálem tankových jednotek od roku 1943
- Traugott Herr, generálem tankových jednotek od roku 1943
- Friedrich Herrlein, generálem pěchoty od roku 1944
- Kurt Herzog, generálem dělostřelectva od roku 1942
- Otto Hitzfeld, generálem pěchoty od roku 1945
- Friedrich Hochbaum, generálem pěchoty od roku 1944
- Gustav Höhne, generálem pěchoty od roku 1943
- Walter Hoernlein, generálem pěchoty od roku 1944
- Rudolf Hofmann, generálem pěchoty od roku 1945
- Friedrich Hossbach, generálem pěchoty od roku 1943
- Alfred von Hubicki, generálem tankových jednotek od roku 1942

J
- Alfred Jacob, generálem ženijních jednotek od roku 1940
- Kurt Jahn, generálem dělostřelectva od roku 1944
- Erich Jaschke, generálem pěchoty od roku 1943
- Georg Jauer, generálem tankových jednotek od roku 1945
- Ferdinand Jodl, generálem horských myslivců od roku 1944
- Hans Jordan, generálem pěchoty od roku 1943

K
- Ernst Kabisch, generálem pěchoty od roku 1939
- Rudolf Kaempfe, generálem dělostřelectva od roku 1941
- Friedrich Karmann, generálem pěchoty od roku 1939
- Leonhard Kaupisch, generálem dělostřelectva od roku 1940
- Hugo von Kayser, generálem jezdectva od roku 1929
- Walter Keiner, generálem dělostřelectva od roku 1943
- Bodewin Keitel, generálem pěchoty od roku 1941
- Werner Kempf, generálem tankových jednotek od roku 1941
- Mortimer von Kessel, generálem tankových jednotek od roku 1945
- Werner Kienitz, generálem pěchoty od roku 1938
- Eberhard Kinzel, generálem pěchoty od roku 1945
- Friedrich Kirchner, generálem tankových jednotek od roku 1942
- Ulrich Kleemann, generálem tankových jednotek od roku 1944
- Philipp Kleffel, generálem jezdectva od roku 1942
- Baptist Knieß, generálem pěchoty od roku 1942
- Otto von Knobelsdorff, generálem tankových jednotek od roku 1942
- Wilhelm Knochenhauer, generálem jezdectva od roku 1936
- Fritz-Friedrich Koch, generálem pěchoty od roku 1940
- Rudolf Koch-Erpach, generálem jezdectva od roku 1940
- Friedrich Köchling, generálem pěchoty od roku 1944
- Karl-Erik Koehler, generálem jezdectva od roku 1944
- Ernst-August Köstring, generálem jezdectva od roku 1940
- Rudolf Konrad, generálem horských myslivců od roku 1942
- Joachim von Kortzfleisch, generálem pěchoty od roku 1940
- Hans Krebs, generálem pěchoty od roku 1944
- Franz Kreß von Kressenstein, generálem jezdectva od roku 1936
- Hans Kreysing, generálem horských myslivců od roku 1943
- Karl Kriebel, generálem pěchoty od roku 1943
- Ernst-Anton von Krosigk, generálem pěchoty od roku 1945
- Walter Krüger, generálem tankových jednotek od roku 1944
- Ludwig Kübler, generálem horských myslivců od roku 1941
- Erich Kühlenthal, generálem dělostřelectva od roku 1938
- Friedrich Kühn, generálem tankových jednotek od roku 1943
- Arthur Kullmer, generálem pěchoty od roku 1945
- Walter Kuntze, generálem ženijních jednotek od roku 1938
- Adolf-Friedrich Kuntzen, generálem tankových jednotek od roku 1941

L
- Willibald von Langermann, generálem tankových jednotek od roku 1942
- Hubert Lanz, generálem horských myslivců od roku 1943
- Otto Lasch, generálem pěchoty od roku 1939
- Paul Laux, generálem pěchoty od roku 1942
- Leopold von Ledebur, generálem pěchoty od roku 1928
- Emil Leeb, generálem dělostřelectva od roku 1939
- Joachim Lemelsen, generálem dělostřelectva od roku 1940, v roce 1941 změněno na generál tankových jednotek
- Karl von Le Suire, generálem horských myslivců od roku 1944
- Ernst von Leyser, generálem pěchoty od roku 1942
- Walther Lichel, generálem pěchoty od roku 1942
- Kurt Liebmann, generálem pěchoty od roku 1935
- Kurt Liese, generálem pěchoty od roku 1937
- Fritz Lindemann, generálem dělostřelectva od roku 1943
- Herbert Loch, generálem dělostřelectva od roku 1941
- Walther Lucht, generálem dělostřelectva od roku 1943
- Erich Lüdke, generálem pěchoty od roku 1940
- Rudolf Lüters, generálem pěchoty od roku 1943
- Heinrich von Lüttwitz, generálem tankových jednotek od roku 1944
- Smilo von Lüttwitz, generálem tankových jednotek od roku 1944
- Oswald Lutz, generálem tankových jednotek od roku 1935

M
- Hasso von Manteuffel, generálem tankových jednotek od roku 1944
- Erich Marcks, generálem dělostřelectva od roku 1942
- Robert Martinek, generálem dělostřelectva od roku 1943
- Friedrich Materna, generálem pěchoty od roku 1940
- Franz Mattenklott, generálem pěchoty od roku 1941
- Gerhard Matzky, generálem pěchoty od roku 1944
- Anton-Richard von Mauchenheim, generálem dělostřelectva od roku 1945
- Heinrich von Maur, generálem dělostřelectva od roku 1939
- Johannes Mayer, generálem pěchoty od roku 1945
- Horst von Mellenthin, generálem dělostřelectva od roku 1945
- Walther Melzer, generálem pěchoty od roku ?
- Hermann Metz, generálem pěchoty od roku 1940
- Horst von Metzsch, generálem dělostřelectva od roku 1939
- Heinrich Meyer-Bürdorf, generálem dělostřelectva od roku 1945
- Friedrich Mieth, generálem pěchoty od roku 1943
- Arnold von Möhl, generálem pěchoty od roku 192?-193?
- Willi Moser, generálem dělostřelectva od roku 1942
- Wolfgang Muff, generálem pěchoty od roku 1940
- Eugen Müller, generálem dělostřelectva od roku 1942
- Friedrich-Wilhelm Müller, generálem pěchoty od roku 1944
- Ludwig Müller, generálem pěchoty od roku 1944

N
- Emmerich von Nagy, generálem pěchoty od roku 1942
- Walther-Kurt Nehring, generálem tankových jednotek od roku 1942
- Ferdinand Neuling, generálem pěchoty od roku 1942
- Günther von Niebelschütz, generálem pěchoty od roku 1938|
- Hermann Niehoff, generálem pěchoty od roku 1945

O
- Hans von Obstfelder, generálem pěchoty od roku 1940
- Friedrich Olbricht, generálem pěchoty od roku 1940
- Erwin Oßwald, generálem pěchoty od roku 1940
- Herbert Osterkamp, generálem dělostřelectva od roku 1943
- Eugen Ott, generálem pěchoty od roku 1941
- Paul Otto, generálem pěchoty od roku 1940
- Karl von Oven, generálem pěchoty od roku 1943

P
- Hans Petri, generálem pěchoty od roku 1942
- Theodor Petsch, generálem pěchoty od roku 1945
- Walter Petzel, generálem dělostřelectva od roku 1939
- Max Pfeffer, generálem dělostřelectva od roku 1942
- Georg Pfeiffer, generálem dělostřelectva od roku 1944
- Günther von Pogrell, generálem jezdectva od roku 1936
- Maximilian von Poseck, generálem jezdectva od roku 1925
- Karl von Prager, generálem pěchoty od roku 1940
- Albert Praun, generálem spojovacích jednotek od roku 1944
- Helmuth Preiss, generálem pěchoty od roku 1944
- Karl Püchler, generálem pěchoty od roku 1944

R
- Erich Raschick, generálem pěchoty od roku 1939
- Siegried Rasp, generálem pěchoty od roku 1944
- Hermann Recknagel, generálem pěchoty od roku 1944
- Hermann Reinecke, generálem pěchoty od roku 1942
- Hans-Wolfgang Reinhard, generálem pěchoty od roku 1940
- Wilhelm-Adolf Reinhard, generálem pěchoty od roku 1943
- Hermann Reinicke, generálem pěchoty od roku 1929
- Julius Ringel, generálem horských myslivců od roku 1944
- Enno von Rintelen, generálem pěchoty od roku 1942
- Friedrich Roese, generálem pěchoty od roku 1942
- Otto Roettig, generálem pěchoty od roku 1943
- Edgar Röhricht, generálem pěchoty od roku 1944
- Rudolf von Roman, generálem dělostřelectva od roku 1942
- Kurt Röpke, generálem pěchoty od roku 1944
- Franz von Roques, generálem pěchoty od roku 1941
- Karl von Roques, generálem pěchoty od roku 1939
- Edwin von Rothkirch, generálem jezdectva od roku 1944
- Hans Röttiger, generálem tankových jednotek od roku 1945
- Adolf von Ruith, generálem pěchoty od roku 1929

S
- Karl Sachs, generálem ženijních jednotek od roku 1942
- Dietrich von Saucken, generálem tankových jednotek od roku 1944
- Ferdinand Schaal, generálem tankových jednotek od roku 1941
- Friedrich-August Schack, generálem pěchoty od roku 1945
- Hubert Schaller-Kalide, generálem pěchoty od roku 1940
- Hans-Karl von Scheele, generálem pěchoty od roku 1943
- Otto Schellert, generálem pěchoty od roku 1943
- Max von Schenckendorff, generálem pěchoty od roku 1940
- Hans Schlemmer, generálem horských myslivců od roku 1944
- Hans Schmidt, generálem pěchoty od roku 1942
- Rudolf Schmundt, generálem pěchoty od roku 1944
- Willi Schneckenburger, generálem pěchoty od roku 1943
- Rudolf Schneewindt, generálem pěchoty od roku 1940
- Walter Schroth, generálem pěchoty od roku 1938
- Albrecht Schubert, generálem pěchoty od roku 1940
- Fritz Schulz, generálem pěchoty od roku 1944
- Felix Schwalbe, generálem pěchoty od roku 1945
- Maxilian Schwandner, generálem pěchoty od roku 1940
- Viktor von Schwedler, generálem pěchoty od roku 1938
- Gerhard von Schwerin, generálem tankových jednotek od roku 1945
- Fridolin von Senger, generálem tankových jednotek od roku 1944
- Walter von Seydlitz-Kurzbach, generálem dělostřelectva od roku 1942
- Friedrich Siebert, generálem pěchoty od roku 1943
- Johann Sinnhuber, generálem dělostřelectva od roku 1943
- Georg Sodenstern, generálem pěchoty od roku 1940
- Karl-Wilhelm Specht, generálem pěchoty od roku 1944
- Hermann von Speck, generálem dělostřelectva od roku 1944
- Hans Speth, generálem dělostřelectva od roku 1944
- Otto Sponheimer, generálem pěchoty od roku 1943
- Otto Stapf, generálem pěchoty od roku 1942
- Wilhelm Stemmermann, generálem dělostřelectva od roku 1942
- Albrecht Steppuhn, generálem pěchoty od roku 1940
- Erich Straube, generálem pěchoty od roku 194?
- Alfred Streccius, generálem pěchoty od roku 1941
- Karl-Heinrich von Stülpnagel, generálem pěchoty od roku 1939
- Otto von Stülpnagel, generálem pěchoty od roku 1940
- Georg Stumme, generálem jezdectva od roku 1940, v roce 1941 změněno na generál tankových jednotek
- Horst Stumpff, generálem tankových jednotek od roku 1944

T
- Hans von Tettau, generálem pěchoty od roku 1945
- Edgar Theissen, generálem dělostřelectva od roku 1942
- Karl Thoholte, generálem dělostřelectva od roku 1945
- Wilhelm von Thoma, generálem tankových jednotek od roku 1942
- Georg Thomas, generálem pěchoty od roku 1940
- Siegfried Thomaschki, generálem dělostřelectva od roku 1945
- Helmuth Thumm, generálem pěchoty od roku 1945
- Karl von Thüngren, generálem tankových jednotek od roku 19??
- Otto Tiemann, generálem ženijních jednotek od roku 1944
- Kurt von Tippelskirch, generálem pěchoty od roku 1942
- Hermann Tittel, generálem pěchoty od roku 1943
- Rudolf Toussaint, generálem pěchoty od roku 1943
- Erich von Tschischwitz, generálem pěchoty od roku 1927

U
- Wilhelm Ulex, generálem dělostřelectva od roku 1936
- Walter von Unruh, generálem pěchoty od roku 1942

V
- Gustav von Vaerst, generálem tankových jednotek od roku 1943
- Rudolf Veiel, generálem tankových jednotek od roku 1942
- Kurt Versock, generálem horských myslivců od roku 1944
- Max von Viebahn, generálem pěchoty od roku 1941
- Erwin Vierow, generálem pěchoty od roku 1941
- Emil Vogel, generálem horských myslivců od roku 1944
- Oskar Vogl, generálem dělostřelectva od roku 1941
- Friedrich Volckamer von Kirchensittenbach, generálem horských myslivců od roku 1945
- Paul Völckers, generálem pěchoty od roku 1943
- Helmuth Volkmann, generálem pěchoty od roku 1940
- Alfred von Vollard-Bockelburg, generálem dělostřelectva od roku 1933
- Nikolaus von Vormann, generálem tankových jednotek od roku 1944

W
- Edmund Wachenfeld, generálem dělostřelectva od roku 1940
- Kurt Waeger, generálem dělostřelectva od roku 1944
- Alfred Wägner, generálem pěchoty od roku 1938
- Eduard Wagner, generálem dělostřelectva od roku 1943
- Martin Wandel, generálem dělostřelectva od roku 1943
- Walter Warlimont, generálem dělostřelectva od roku 1944
- Wilhelm Wegener, generálem pěchoty od roku 1944
- Helmuth Weidling, generálem dělostřelectva od roku 1944
- Karl Weisenberger, generálem pěchoty od roku 1941
- Walther Wenck, generálem tankových jednotek od roku 1945
- Siegfried Westphal, generálem jezdectva od roku 1945
- Wilhelm Wetzel, generálem pěchoty od roku 1942
- Peter Weyer, generálem dělostřelectva od roku 1940
- Emil-Thomas von Wickede, generálem pěchoty od roku 1944
- Friedrich Wiese, generálem pěchoty od roku 1943
- Gustav-Anton von Wietersheim, generálem pěchoty od roku 1938
- Mauritz von Wiktorin, generálem pěchoty od roku 1940
- August Winter, generálem horských myslivců od roku 1945
- Joachim Witthöfft, generálem pěchoty od roku 1942
- Albert Wodrig, generálem dělostřelectva od roku 1939
- Otto Wöhler, generálem pěchoty od roku 1943
- Erich Wöllwarth, generálem pěchoty od roku 1940
- Rolf Wuthmann, generálem dělostřelectva od roku 1944

Z
- Gustav-Adolf von Zangen, generálem pěchoty od roku 1943
- Heinz Ziegler, generálem dělostřelectva od roku 1944
- Hans Zorn, generálem pěchoty od roku 1942

## Seznam generálů letectva
A
- Alexander Andrae, generálem letectva od roku 1945
- Walther von Axthelm, generálem letectva od roku 1944

B
- Karl Barlen, generálem letectva od roku 1944
- Hellmuth Bieneck, generálem letectva od roku 1941
- Karl Bodenschatz, generálem letectva od roku 1941
- Walter Boenicke, generálem letectva od roku 1945
- Rudolf Bogatsch, generálem letectva od roku 1941
- Bruno Bräuer, generálem výsadkových jednotek od roku 1944
- Alfred Bülowius, generálem letectva od roku 1944
- Heinrich Burchard, generálem protiletadlového dělostřelectva od roku 1944

C
- Friedrich Christiansen, generálem letectva od roku 1939
- Friedrich Cochenhausen, generálem letectva od roku 1940
- Joachim Coeler, generálem letectva od roku 1942
- Paul Conrath, generálem výsadkových jednotek od roku 1945

D
- Heinrich Danckelmann, generálem letectva od roku 1941
- Paul Deichmann, generálem letectva od roku 1945
- Egon Doerstling, generálem letectva od roku 1942
- Eduard Dransfeld, generálem letectva od roku 1940

E
- Karl Drum, generálem letectva od roku 1944
- Karl Eberth, generálem letectva od roku 1942

F
- Friedrich Fahnert, generálem leteckých spojovacích jednotek od roku 1945
- Hellmuth Felmy, generálem letectva od roku 1938
- Martin Fiebig, generálem letectva od roku 1943
- Johannes Fink, generálem letectva od roku 1944
- Veit Fischer, generálem letectva od roku 1942
- Helmuth Förster, generálem letectva od roku 1941
- Stefan Fröhlich, generálem letectva od roku 1943
- Kuno-Heribert Fütterer, generálem letectva od roku 1945

G
- Hans Geisler, generálem letectva od roku 1940
- Karl-Siegfried Goßrau, generálem letectva od roku 1941
- Hugo Grimme, generálem protiletadlového dělostřelectva od roku 1941

H
- Wilhelm Haehnelt, generálem letectva od roku 1942
- Hans Halm, generálem letectva od roku 1940
- Friedrich-Karl Hanesse, generálem letectva od roku 1944
- Willi Harmjanz, generálem letectva od roku 1942
- Alfred Haubold, generálem protiletadlového dělostřelectva od roku 1941
- Richard Heidrich, generálem výsadkových jednotek od roku 1944
- Friedrich Heilingbrunner, generálem protiletadlového dělostřelectva od roku 1942
- Friedrich Hirschhauer, generálem protiletadlového dělostřelectva od roku 1939
- Gerhard Hoffmann, generálem protiletadlového dělostřelectva od roku 1942
- Otto Hoffmann von Waldau, generálem letectva od roku 1943

K
- Josef Kammhuber, generálem letectva od roku 1943
- Erich Karlewski, generálem letectva od roku 1938
- Gustav Kastner-Kirdorf, generálem letectva od roku 1941
- Leonhard Kaupisch, generálem letectva od roku 1935
- Ulrich Kessler, generálem letectva od roku 1944
- Karl Kitzinger, generálem letectva od roku 1939
- Waldemar Klepke, generálem letectva od roku 1944
- Karl Koller, generálem letectva od roku 1944
- Werner Kreipe, generálem letectva od roku 1944
- Bernhard Kühl, generálem letectva od roku 1939

L
- Otto Langemeyer, generálem letectva od roku 1944
- Hermann von der Lieth-Thomsen, generálem letectva od roku 1939

M
- Alfred Mahnke, generálem letectva od roku 1943
- Wolfgang Martini, generálem leteckých spojovacích jednotek od roku 1941
- Wilhelm Mayer, generálem letectva od roku 1941
- Eugen Meindl, generálem výsadkových jednotek od roku 1944
- Rudolf Meister, generálem letectva od roku 1944
- Max Mohr, generálem letectva od roku 1941
- Ernst Müller, generálem letectva od roku 1944
- Walter Musshoff, generálem letectva od roku 1942

O
- Job Odebrecht, generálem protiletadlového dělostřelectva od roku 1942

P
- Erich Petersen, generálem letectva od roku 1942
- Curt Pflugbeil, generálem letectva od roku 1942
- Wolfgang Pickert, generálem protiletadlového dělostřelectva od roku 1945
- Maximilian von Pohl, generálem letectva od roku 1942
- Richard Putzier, generálem letectva od roku 1942

Q
- Erich Quade, generálem letectva od roku 1940

R
- Bernhard Ramcke, generálem výsadkových jednotek od roku 1944
- Richard Reimann, generálem protiletadlového dělostřelectva od roku 1944
- Otto Wilhelm von Renz, generálem protiletadlového dělostřelectva od roku 1943
- Helmut Richter, generálem protiletadlového dělostřelectva od roku 1944
- Georg Rieke, generálem letectva od roku 1945
- Hans Ritter, generálem letectva od roku 1942
- Karl von Roques, generálem protiletadlového dělostřelectva od roku 1939
- Camillo Ruggera, generálem protiletadlového dělostřelectva od roku 1940

S
- Alfred Schlemm, generálem výsadkových jednotek od roku 1944
- August Schmidt, generálem protiletadlového dělostřelectva od roku 1941
- Hugo Schmidt, generálem letectva od roku 1941
- Ludwig von Schröder, generálem letectva od roku 1939
- Wilhelm Schubert, generálem letectva od roku 1942
- Julius Schulz, generálem letectva od roku 1942
- Karl Friedrich Schweickhard, generálem letectva od roku 1938
- Hans-Georg von Seidel, generálem letectva od roku 1942
- Hans Seidemann, generálem letectva od roku 1945
- Hans Siburg, generálem letectva od roku 1942
- Walter Sommé, generálem letectva od roku 1942
- Wilhelm Speidel, generálem letectva od roku 1942
- Otto von Stülpnagel, generálem letectva od roku 1936
- Walter Surén, generálem výsadkových jednotek od roku 1945

V
- Albert Vierling, generálem letectva od roku 1942
- Hellmuth Volkmann, generálem letectva od roku 1939

W
- Bernhard Waber, generálem letectva od roku 1942
- Edmund Wachenfeld, generálem letectva od roku 1935
- Walther Wecke, generálem letectva od roku 1942
- Eugen Weissmann, generálem protiletadlového dělostřelectva od roku 1942
- Rudolf Wenninger, generálem letectva od roku 1940
- Helmuth Wilberg, generálem letectva od roku 1940
- Wilhelm Wimmer, generálem letectva od roku 1939
- Bodo von Witzendorff, generálem letectva od roku 1937
- Ludwig Wolff, generálem letectva od roku 1941

Z
- Konrad Zander, generálem letectva od roku 1936
- Emil Zenetti, generálem protiletadlového dělostřelectva od roku 1941